# Damià Abella Pérez
Damià Abella Pérez, kurz Damià (* 15. April 1982 in Olot) ist ein ehemaliger spanischer Fußballspieler.

## Spielerkarriere

### UE Figueres
Bei seinem Heimatclub kam er während der Saison 2003/04 insgesamt in 19 Spielen zum Einsatz, in denen er als Verteidiger drei Treffer erzielte. Dies reichte dem großen FC Barcelona, um ihn anschließend zu verpflichten.

### FC Barcelona
Damià spielte am 30. Oktober 2004 das erste Ligaspiel für den FC Barcelona gegen Athletic Bilbao. Doch durchsetzen konnte er sich bei den Katalanen nie, so dass er nach der Saison auf neun Erstliga-Einsätze sowie auf 21 für Barcelona B kam.

### Racing Santander
Nach seinem Scheitern bei Barça suchte Damià einen Club, wo er mehr Spiele bestreiten können würde und fand ihn in Racing Santander. Er konnte sich auch auf Anhieb bei den Kantabriern durchsetzen, musste aber oft wegen Verletzungen auf der Tribüne Platz nehmen. Wegen einer Hüftverletzung stand sogar zeitweise ein Karriereende zur Debatte.

### Real Betis
Im Sommer 2006 unterschrieb Damià einen Fünf-Jahres-Vertrag bei Real Betis. Die Dienste des Abwehrspielers ließen sich die Andalusier eine Million Euro kosten. Trotz aller Bemühungen brach bei Damià die alte Hüftverletzung wieder auf, die ihm zuvor schon zusetzte. Diese verhinderte auch das Debüt für Betis während der kompletten Saison 2006/2007. Nach medizinischen Tests im Sommer 2007 wurde festgestellt, dass er sich von der Verletzung wieder vollständig erholt hatte. Am 30. September 2007, beim Sieg gegen RCD Mallorca, stand er nach 16 Monaten erstmals wieder auf dem Platz. Danach hat er sich einen Stammplatz bei den Andalusiern erkämpft.
Auch nach dem Abstieg in die Segunda División im Jahr 2009 blieb er dem Klub erhalten.

### CA Osasuna
Nachdem Betis im Jahr 2010 die Rückkehr ins Oberhaus knapp verpasst hatte, kehrte Damià durch einen Vereinswechsel dorthin zurück, indem er sich CA Osasuna anschloss.